# Luvua
Luvua – rzeka w Demokratycznej Republice Konga, prawy dopływ rzeki Lualaba. Swoje początki bierze na północnym krańcu jeziora Mweru. Płynie przez około 350 km w kierunku północno-zachodnim, aż przy miejscowości Ankoro wpada do Lualaby.
W dolnym biegu rzeki na długości 160 km poniżej Kiambi można pływać łódkami o małym zanurzeniu. W środkowym biegu rzeki występują katarakty, które uniemożliwiają żeglugę. W Piana-Mwanga spadki zostały wykorzystane do wytworzenia energii elektrycznej dla kopalni w Manono i Kitotolo.
W rzeczywistości Luvua jest przedłużeniem rzek Chambeshi i Luapula, które wpadają do jeziora Mweru. Łącznie od źródeł Chambeshi, Luvua ma 1512 km długości, a całkowita powierzchnia jej dorzecza wynosi 250 tys. km².
Luvua osiąga maksymalne przepływy między marcem a majem, a znacznie niższe między wrześniem a listopadem.